# Bishop Island
Bishop Island – wyspa w Zatoce Frobishera, w Archipelagu Arktycznym, w regionie Qikiqtaaluk, na terytorium Nunavut, w Kanadzie. W pobliżu Beveridge Island położone są wyspy: Hill Island, Faris Island, Qarsau Island, Monument Island, Beveridge Island, Cairn Island i Emerick Island.